# Epiplema pseudobidens
Epiplema pseudobidens är en fjärilsart som beskrevs av Embrik Strand 1924. Epiplema pseudobidens ingår i släktet Epiplema och familjen Uraniidae. Inga underarter finns listade i Catalogue of Life.